# Natasha Dowie
Natasha Khalila Dowie (Abu Dhabi, 30 giugno 1988) è un'ex calciatrice inglese, di ruolo attaccante. In carriera ha giocato prevalentemente nella Women's Super League inglese più varie esperienze in Europa, negli Stati Uniti e in Australia. Ha collezionato 14 presenze e 5 reti con la nazionale dell'Inghilterra.

## Carriera

### Club
Dowie comincia la carriera nelle giovanili del Watford. Dopo essere approdata alla prima squadra e aver debuttato in FA Women's Premier League, a metà stagione 2004, con 5 reti in altrettante presenze in campionato, decide di trasferirsi al Fulham. Qui rimane anche la stagione successiva, totalizzando 14 presenze e una rete in campionato.

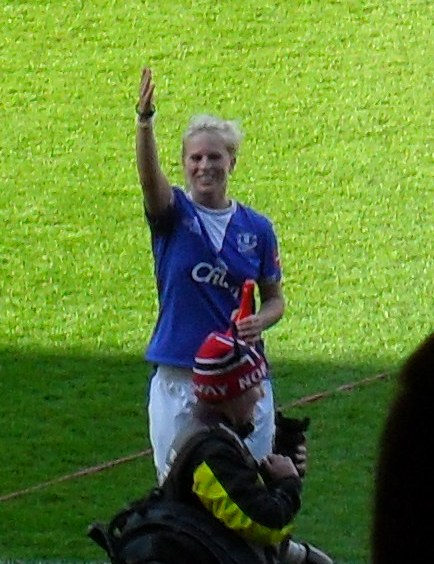
Dowie con la maglia dell' alla finale di FA Women's Cup 2010.

Nell'estate 2006 sottoscrive un accordo con il Charlton Athletic e gioca la finale 2007  di FA Women's Cup con la sua squadra che viene battuta per 4-1 dall'Arsenal. Quando il Charlton Athletic, al termine della stagione 2006-2007, ha deciso di chiudere la sua sezione femminile nella stagione conclusiva del 2007, Dowie si è trasferita all'Everton, preferendo il club di Liverpool ai molti altri che avevano espresso interesse per tesserarla, tra cui l'Arsenal. In una sua dichiarazione espresse la sua intenzione di "far cadere l'Arsenal dal loro piedistallo nel calcio femminile" (knock Arsenal off their pedestal in women's football).
Dopo il suo trasferimento da Londra a Liverpool, Dowie era un membro della squadra vincitrice della League Cup nella sua prima stagione con il club. Nell'incontro con l'Arsenal del 3 maggio 2010, Dowie si rivela protagonista siglando 2 reti, inclusa quella che al 119', durante i tempi supplementari, fissa sul 3-2 il risultato nella finale di FA Women's Cup.

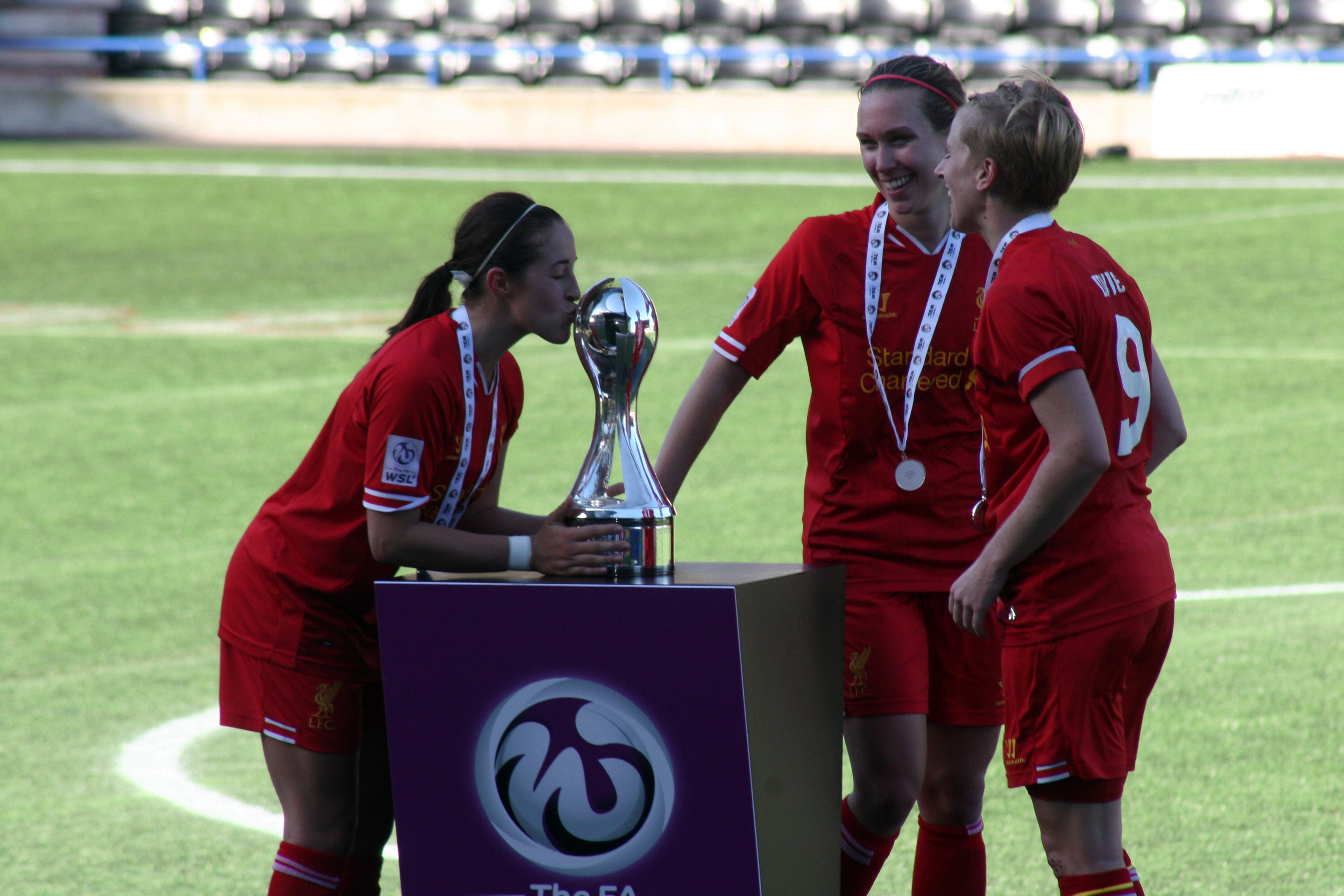
Dowie, a destra, con esibisce il trofeo FA WSL 2013.

Con l'Everton inattivo in vista del campionato di FA Women's Super League 1 2011, Dowie ha giocato per il Barnet nella divisione nazionale della National Division della FA Women's Premier League 2010-2011, da quella stagione secondo livello del campionato nazionale. Ha in seguito continuato a indossare la maglia dell'Everton nelle competizioni europee, segnando la rete del parziale 2-1 nella sconfitta in trasferta delle Blues nell'andata dei quarti di finale della stagione 2010-2011 di UEFA Women's Champions League contro le tedesche del 2001 Duisburg, incontro poi terminato 3-1 per le vicecampionesse di Germania. Dowie ha poi segnato due gol per l'Everton nella loro prima partita in FA WSL, incluso la doppietta che, nei tempi di recupero, riporta l'equilibrio nel pareggio per 3-3 contro le rivali cittadine del Liverpool.
Assieme a Fara Williams, nel novembre 2012 Dowie lascia la squadra per le rivali del Liverpool, società che stava assemblando una squadra in grado di sfidare il dominio dell'Arsenal nel calcio femminile inglese.
Alla sua prima stagione con le Reeds, condivide con le compagne la conquista del titolo di Campione d'Inghilterra 2013, il primo per la sezionee femminile del club, anche grazie alle 13 reti su 14 incontri giocati che le fanno conquistare anche il primo posto nella classifica marcatrici del campionato. Le prestazioni espresse le procurano i consensi degli esperti del settore, che la votano miglior calciatrice dell'anno, venendo anche selezionata nella squadra dell'anno della PFA.
Il Liverpool ha mantenuto il titolo nel 2014, ma rivelandosi molto meno efficace nel 2015, concludendo il campionato, anche a causa di una serie di infortuni che ne ha compromesso la competitività, al settimo posto su otto squadre e l'allenatore Matt Beard è partito per il club statunitense Boston Breakers della National Women's Soccer League (NWSL). Dowie ha accettato un prestito di due mesi al club australiano della W-League Melbourne Victory nel novembre 2015. Al suo ritorno si è trasferita alla neopromossa Doncaster Rovers Belles.
La competitività della sua nuova squadra, rivelatesi bassa dopo aver perso le prime quattro partite di campionato, convinse Dowie a chiedere la rescissione consensuale del contratto a metà stagione, cosa che contribuì ulteriormente a lasciare il Doncaster Rovers Belles all'ultima posizione in classifica fino al termine della stagione.
Il 17 luglio 2016 il Boston Breakers annunciò di aver messo sotto contratto l'attaccante inglese. Dowie ha concluso la stagione 2017 come migliore realizzatrice della squadra con 7 reti all'attivo, indossando inoltre la fascia da capitano per i Breakers nelle partite del 23 e 30 settembre 2017 quando Julie King era indisponibile per infortunio.
Quando i Boston Breakers si sono ritirati nel gennaio 2018, Dowie non è stata selezionata nel 2018 NWSL Dispersal Draft, che è stato frettolosamente organizzato per assegnare le calciatrici svincolate dei Breakers ad altri club NWSL. Ha invece accettato di unirsi alle campionesse di Svezia del Linköping, sottoscrivendo un iniziale contratto di sei mesi. Il 26 giugno di quello stesso anno, poiché le due parti non erano in grado di concordare un contratto a lungo termine, è stato confermato che Dowie avrebbe lasciato il club dopo la scadenza del suo contratto semestrale.
Dowie è tornata al Melbourne Victory per la quarta volta nel settembre 2018, firmando un contratto biennale. Nella successiva primavera, a stagione conclusa, il club si è accordato con il Vålerenga per girare Dowie in prestito dal marzo 2019. Qui affianca la pari ruolo camerunese Ajara Nchout, con la quale condivide la quantità di reti siglate in campionato (11) maturando 18 presenze su 22 incontri e condividendo con le compagne il raggiungimento del secondo posto in classifica, il migliore risultato per il club norvegese fino a quella stagione, che garantisce alla squadra di disputare la sua prima UEFA Women's Champions League per la stagione 2020-2021. Ritorna quindi al Melbourne Victory, con il quale disputa la stagione 2019-2020 terminando al 2º posto la prima fase di W-League, per essere poi eliminata in semifinale nella fase successiva.
Durante la sessione di calciomercato estiva 2020 Dowie fa ritorno in Europa, accordandosi con il Milan per disputare la stagione entrante in maglia rossonera. Il tecnico Maurizio Ganz la impiega fin dalla 1ª giornata di campionato, facendo il suo esordio in Serie A il 23 agosto 2020, nell'incontro vinto per 1-0 sulla Florentia San Gimignano. Va a segno per la prima volta una settimana più tardi, siglando la doppietta che fissa il risultato sul 5-0 con le avversarie del San Marino. Rimane legata alla società per quella sola stagione, collezionando 21 presenze e realizzando 12 reti in campionato, che con le 7, e 2 reti, in Coppa Italia e l'unica presenza in Supercoppa portano le statistiche a 29 presenze totali con 14 gol segnati, seconda solo alla compagna di reparto Valentina Giacinti.
Il 28 giugno 2021 viene annunciato il suo ritorno in Inghilterra e il suo trasferimento al Reading. A fine gennaio 2023 è andata a giocare in prestito al Liverpool, tornandovi a giocare dopo otto anni.
Il 21 settembre 2023 ha annunciato il proprio ritiro dal calcio giocato, assumendo il nuovo ruolo di ambasciatrice del Liverpool FC Women.

## Statistiche

### Presenze e reti nei club
Statistiche aggiornate al 23 maggio 2021.
| Stagione        | Squadra         | Campionato      | Campionato | Campionato | Coppe nazionali | Coppe nazionali | Coppe nazionali | Coppe continentali | Coppe continentali | Coppe continentali | Altre coppe | Altre coppe | Altre coppe | Totale | Totale |
| Stagione        | Squadra         | Comp            | Pres       | Reti       | Comp            | Pres            | Reti            | Comp               | Pres               | Reti               | Comp        | Pres        | Reti        | Pres   | Reti   |
| --------------- | --------------- | --------------- | ---------- | ---------- | --------------- | --------------- | --------------- | ------------------ | ------------------ | ------------------ | ----------- | ----------- | ----------- | ------ | ------ |
| 2020-2021       | Milan           | A               | 21         | 12         | CI              | 7               | 2               | -                  | -                  | -                  | SI          | 1           | 0           | 29     | 14     |
| Totale carriera | Totale carriera | Totale carriera | 21         | 12         | -               | 7               | 2               | -                  | -                  | -                  | -           | 1           | 0           | 29     | 14     |

## Palmarès

### Club
- Campionato inglese: 2

Liverpool: 2013, 2014
- FA Women's Cup: 1

Everton: 2009-2010
- FA Women's Premier League Cup: 1

Everton: 2007-2008

### Individuale
- Capocannoniere del campionato inglese: 1

2013 (13 reti)